# Vieroslav Matušík
Vieroslav Matušík (28. srpna 1927 Ostrava – 15. ledna 1995 Bratislava) byl slovenský hudební skladatel, dirigent a fagotista.

## Životopis
Narodil se v Ostravě. Už v 6 letech začal hrát na housle, později na kytaru, saxofon a klarinet. V roce 1945 se ucházel o přijetí na pražskou konzervatoř. Původně chtěl studovat klarinet, nakonec se rozhodl pro fagot.
Jeho pedagogem se stal Karel Pivoňka. Ve studiu hry na fagot pokračoval na Konzervatoři v Bratislavě, kterou absolvoval v roce 1951. Ještě jako posluchač pražské konzervatoře se přihlásil na konkurz do vznikající Slovenské filharmonie, kam nastoupil 1. září 1949, čímž se zařadil k jejím zakládajícím členům. V orchestru České filharmonie byl prvním fagotistou a členem umělecké rady. V roce 1956 se stal členem Dechového kvintetu Slovenských filharmoniků spolu s flétnistou Vladislavem Brunnerem, hobojistou Rudolfem Novákem, klarinetistou R. Červenkou a J. Dvořákem, který hrál na lesní roh. Soubor vyvíjel činnost do počátku 60. let.
V roce 1982 se stal po Miroslavu Brožovi druhým šéfdirigentem TOČRu v Bratislavě.

## Ocenění
- 1966 Zlatá Bratislavská lyra za píseň Mám pohádkový dům, interpretovanou Karlem Gottem, text napsala Eliška Jelínková[5]

## Diskografie
- 1976 Music Of My Life – Vieroslav Matušík – Opus, LP[6]

## Filmografie
- 1970 Rajský plyn – hudba[7][8]